# Gomophia egyptiaca
Espèce
Synonymes
- Gomophia aegyptiaca Tortonese, 1979
- Linckia aegyptiaca von Martens, 1866
- Linckia desjardinsi (Michelin, 1845)
- Nardoa aegyptiaca Sladen, 1889
- Oreaster desjardinsi Michelin, 1844
- Scytaster aegyptiaca Perrier, 1875
- Scytaster zodiacalis Müller & Troschel, 1842

L’étoile de mer égyptienne (Gomophia egyptiaca ou aegyptiaca) est une espèce d'étoiles de mer de la famille des Ophidiasteridae.

## Description
C'est une grande étoile de mer régulière pourvue de cinq bras longs et fins, de section ronde. Sa couleur est d'ordinaire rosée, et elle est décorée de disques clairs cerclés de noir (formant une mosaïque au bout des bras) et ornée de robustes piquants coniques légèrement plus pâles que l'épiderme. Comme souvent chez les échinodermes, la coloration est relativement instable : certains spécimens peuvent ainsi être violets ou bleus.

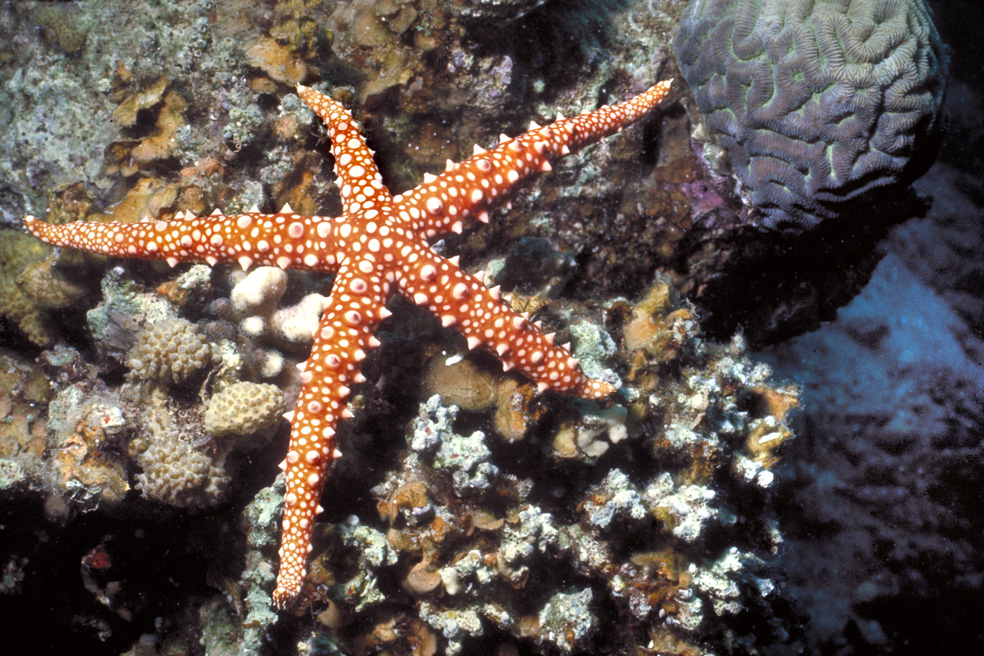
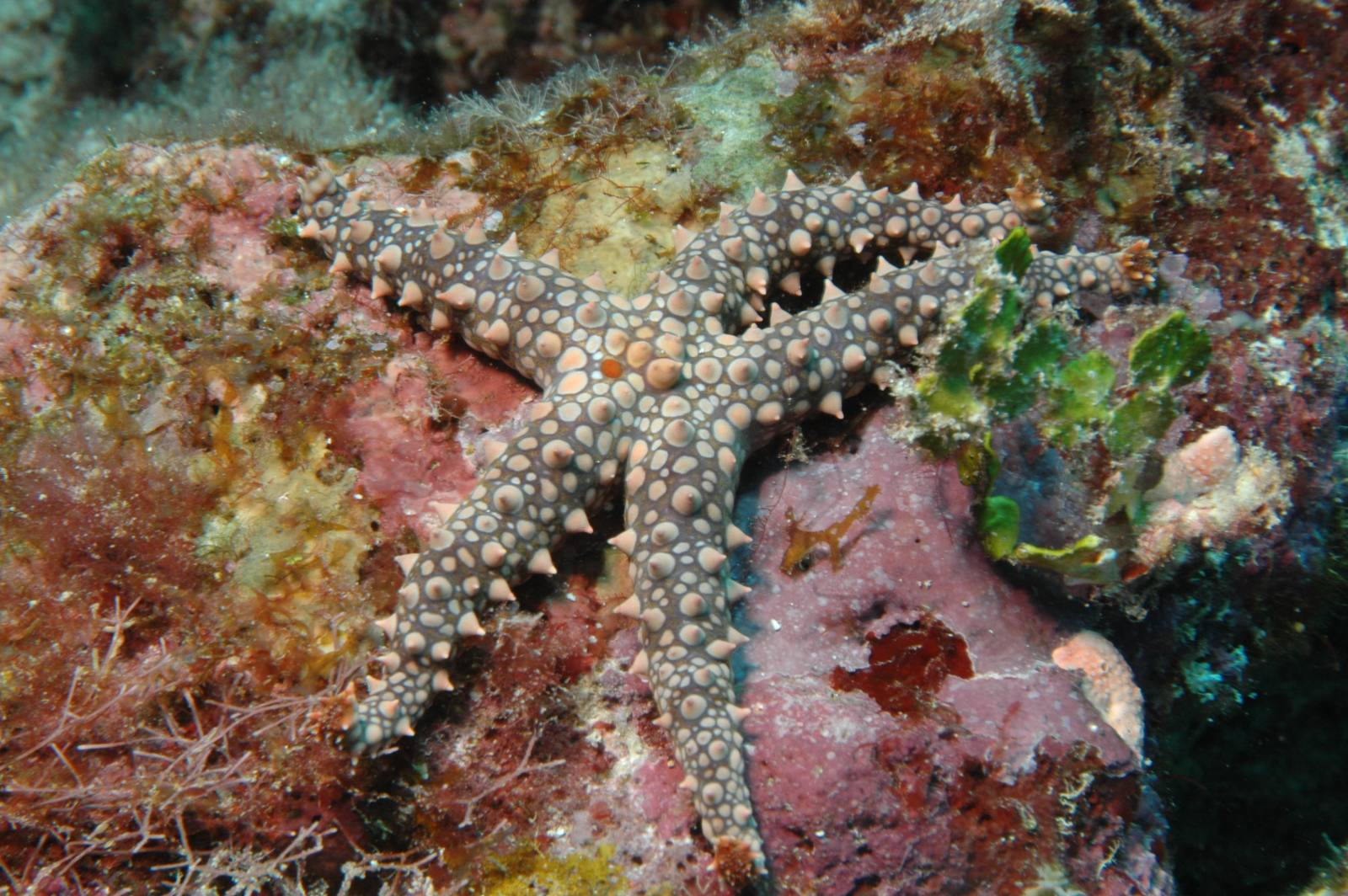
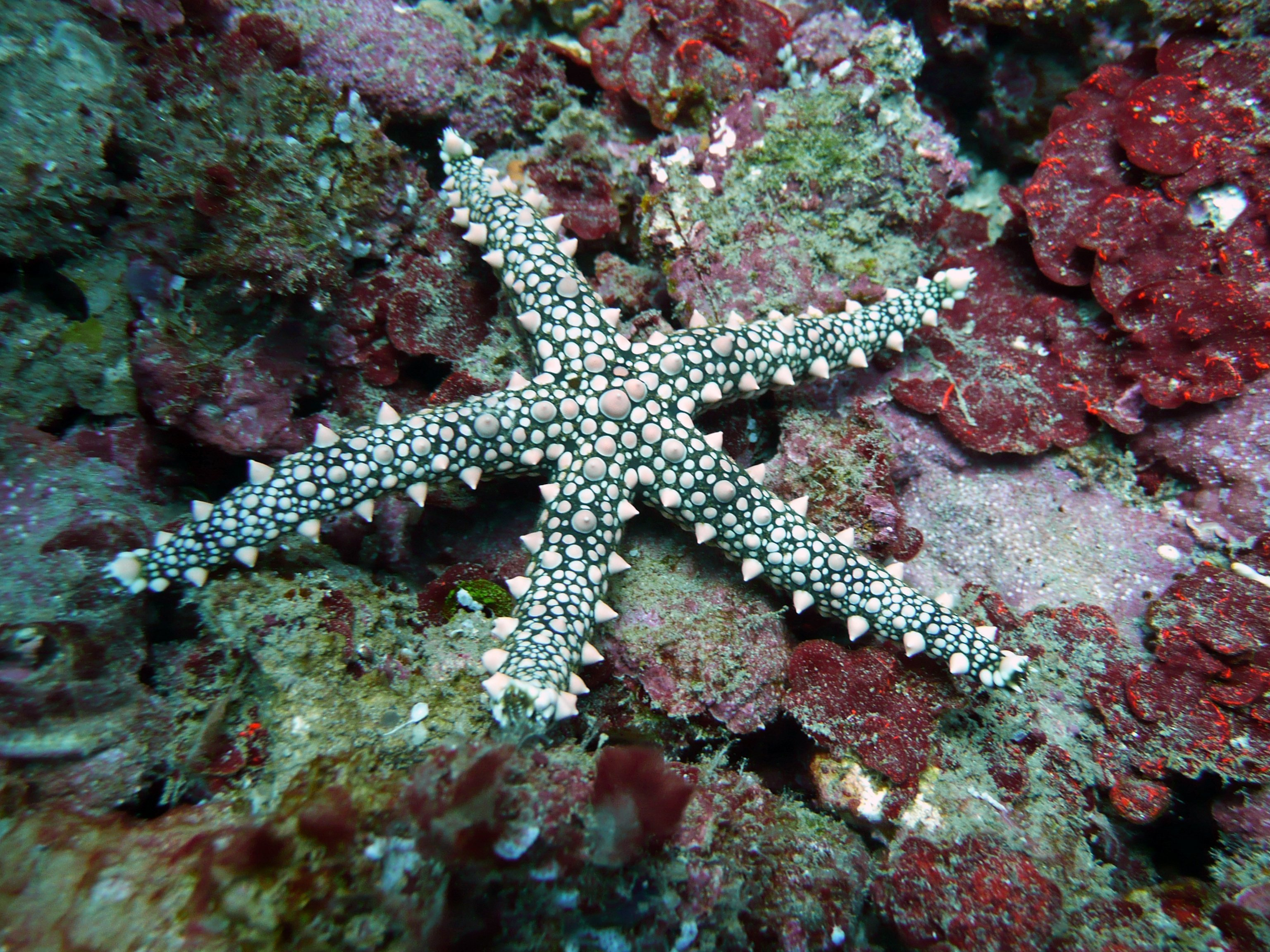
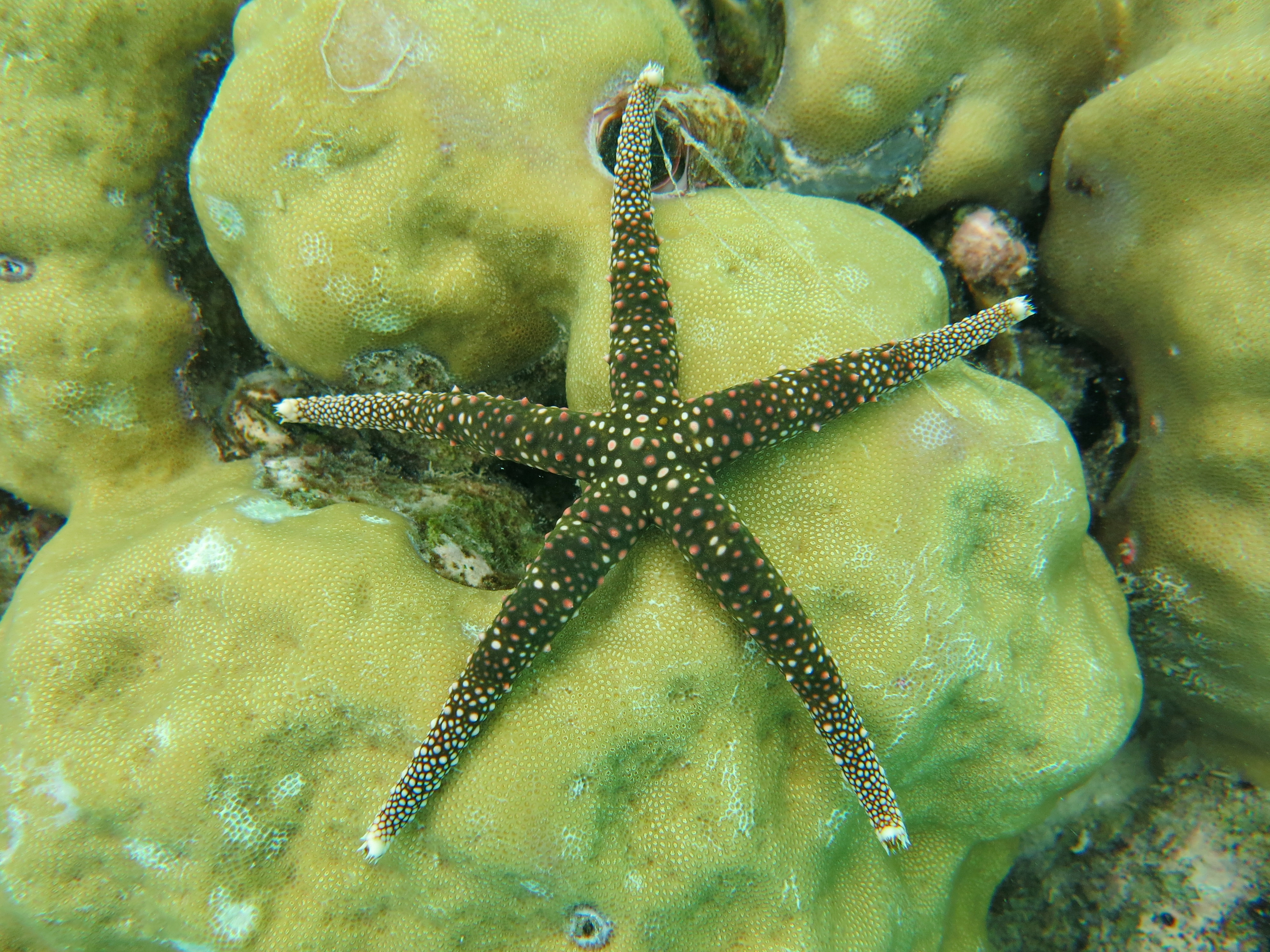

## Habitat et répartition
On la trouve principalement en mer Rouge mais aussi dans l'océan Indien jusqu'au Japon.

## Biologie
Cette espèce se nourrit d'animaux lents ou fixes, et notamment d'éponges (comme Haliclona).